# Jürgen Nendza

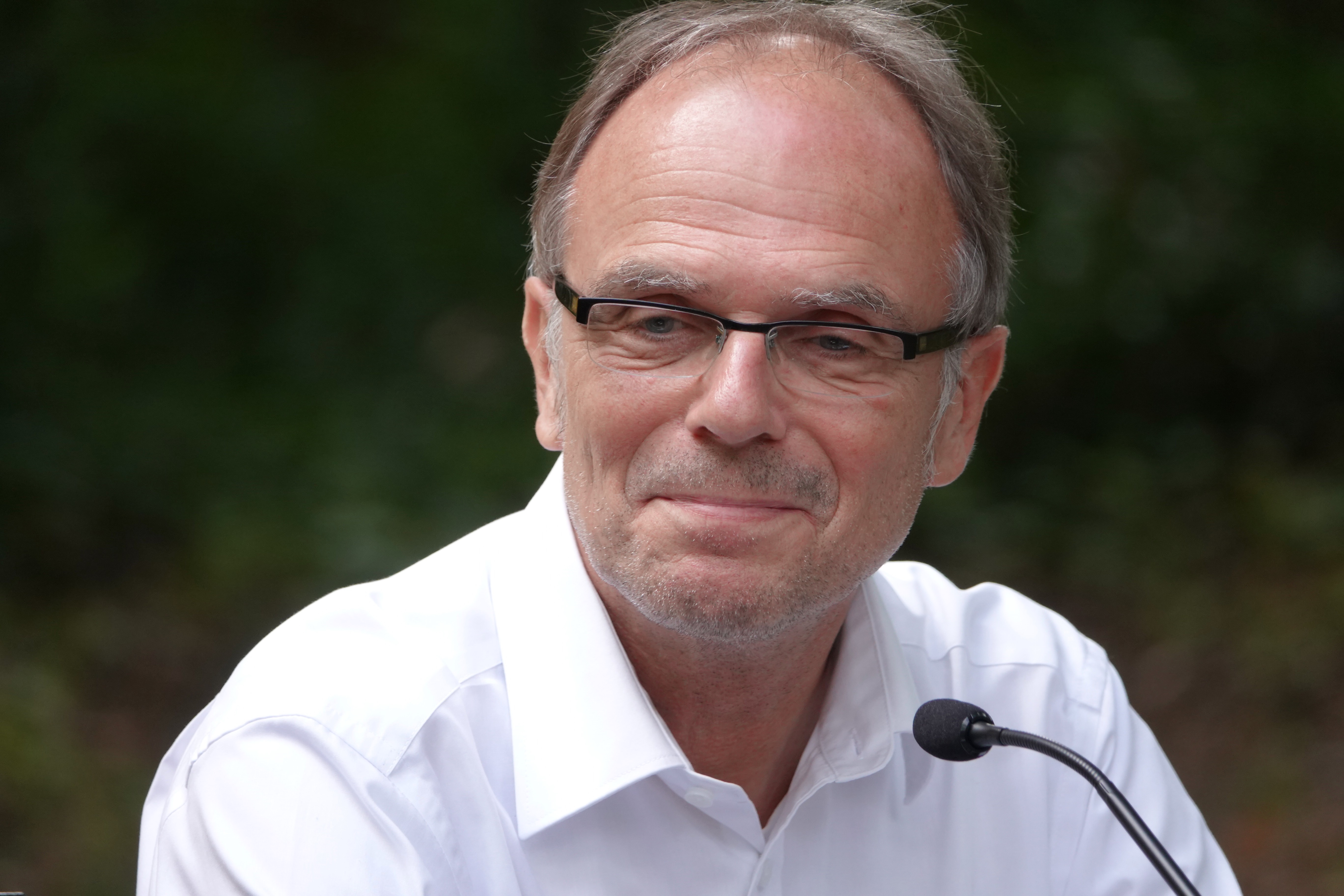
Jürgen Nendza 2022

Jürgen Nendza (* 28. Juli 1957 in Essen) ist ein deutscher Schriftsteller.

## Leben
Nach dem Abitur absolvierte Jürgen Nendza ein Studium der Germanistik und Philosophie, das er 1991 mit der Promotion an der RWTH Aachen abschloss. Er verfasst Lyrik, Prosa, Hörspiele, Radio-Features sowie Funkerzählungen für Kinder. 1992 debütierte er mit dem Gedichtband Glaszeit, weitere Gedichte und Essays wurden in zahlreichen Anthologien und Zeitschriften veröffentlicht. 2005 gab Nendza mit Eduard Hoffmann das Buch Verlacht, verboten und gefeiert. Zur Geschichte des Frauenfußballs in Deutschland heraus und 2014 zusammen mit Hajo Steinert die Lyrikanthologie Stadtlandfluss.
Der französische Dirigent, Komponist und Musikwissenschaftler Patrick Otto hat neben zwei Einzelgedichten von Jürgen Nendza auch dessen Gedichtzyklus Apfel und Amsel vertont. Dieses orchestrale Werk für Sopran, gemischten Chor, Kammerorchester und Bläserquintett wurde im Januar 2018 in Reims (F) uraufgeführt. Die Deutschlandpremiere fand im Juli 2018 in Aachen statt.
Die Lyrik von Nendza geht weit über die reine Naturlyrik hinaus. Seine Gedichte enthalten zugleich menschliche Wahrnehmungen, Empfindungen und Erinnerungen, die in das natürliche Interieur eingewoben werden. Die Süddeutsche Zeitung zählt Nendza „zu den interessantesten Lyrikern seiner Generation.“
Neben der schriftstellerischen Tätigkeit unterrichtete Jürgen Nendza Literatur und Philosophie am Gymnasium der Stadt Würselen und am Couven-Gymnasium in Aachen.
Jürgen Nendza ist Mitglied im PEN-Zentrum Deutschland. Er lebt in Köln.

## Einzeltitel
- Auffliegendes Gras. Gedichte. Poetenladen Verlag. Leipzig 2022.
- Wir treffen uns im Apfel. Gedichte. Auswahl und Nachwort von Michael Braun. Verlag Ulrich Keicher. Warmbronn 2018.
- Picknick. Gedichte. poetenladen Verlag, Leipzig 2017, ISBN 978-3-940691-84-2.
- Mikadogeäst. Gedichte aus 20 Jahren. Nachwort von Jürgen Egyptien. poetenladen Verlag, Leipzig 2015.
- Zomer nog in de laatste appels. Gedichten. Azulpress, Maastricht/Amsterdam 2015.
- Во некои денови / On Some Days / An manchen Tagen. Mazedonisch, Englisch und Deutsch. Edition EvaTas, Skopje 2014.
- Apfel und Amsel. Gedichte, poetenladen Verlag, Leipzig 2012, ISBN 978-3-940691-58-3.
- Vlieggeluid/Flügtöne. Ausgewählte Gedichte. Niederländisch-Deutsch. Aus dem Deutschen Übertragen von Ard Posthuma. Nachwort von Alexander von Bormann. 2008.
- Die Gelegenheit der Wiese / The Chance of the Meadow. Ausgewählte Gedichte. Englisch-Deutsch. Aus dem Deutschen von Richard Martin. 2007/2009.
- Die Rotation des Kolibris. Gedichte. Verlag Landpresse, Weilerswist 2008.
- Haut und Serpentine. Gedichte, Verlag Ralf Liebe, Weilerswist 2004, ISBN 3-935221-35-5.
- Eine andere, eine Nacht. Erzählung. Verlag Landpresse, Weilerswist 2002.
- Die kleine Frau Marie. Erzählungen für Kinder. Horlemann Verlag, Bad Honnef 2000.
- und am Satzende das Weiß. Gedichte. Rimbaud Verlag, Aachen 1999; Verlag Landpresse, Weilerswist 2004.
- Landschaft mit Freizeichen. Gedichte. Verlag Landpresse, Weilerswist 1996.
- Finistère. Gedichte. Atelier Verlag, Andernach 1993.
- Glaszeit. Gedichte. Atelier Verlag, Andernach 1992.

## Sachbuch
- Verlacht, verboten und gefeiert. Zur Geschichte des Frauenfußballs in Deutschland. Mit Eduard Hoffmann. Verlag Ralf Liebe, Weilerswist 2005.
- Vom Spielkaiser zu Bertis Buben. Dokumentation. Mit Eduard Hoffmann. Verlag Landpresse, Weilerswist 1999.

## Herausgabe
- Stadtlandfluss. 111 Dichterinnen und Dichter aus Nordrhein-Westfalen. Eine Gedichtanthologie. Mit Hajo Steinert. Nachwort von Ulla Hahn. Lilienfeld Verlag, Düsseldorf 2014.

## Anthologien (Auswahl)
- Karl Otto Conrady (Hrsg.): Der Große Conrady. Das Buch deutscher Gedichte. Von den Anfängen bis zur Gegenwart (2008).
- Axel Kutsch (Hrsg.): Versnetze. Das große Buch der neuen deutschen Lyrik, Verlag Ralf Liebe, Weilerswist 2011.
- Shafiq Naz (Hrsg.): Der deutsche Lyrikkalender 2008. Jeder Tag ein Gedicht, alhambra publishing, B-Bertem 2007.
- Christoph Buchwald (Hrsg.): Jahrbuch der Lyrik (2004).
- Manfred Enzensperger (Hrsg.): Die Hölderlin Ameisen. Vom Finden und Erfinden der Poesie (2004).
- Theo Breuer (Hrsgg.): NordWestSüdOst. Gedichte von Zeitgenossen, Edition YE, Sistig/Eifel 2003.

## Tonträger
- Apfel und Amsel - Merle et Pomme. Jürgen Nendza/Patrick Otto/Agnes Lipka. Gedichtvertonung für Sopran, gemischten Chor, Kammerorchester und Bläserquintett. Label: Jazzsick Records 7004 JSA 2018.

## Auszeichnungen
- 2023 Wilhelm-Lehmann-Preis
- 2018 Christian-Wagner-Preis für das lyrische Gesamtwerk[3]
- 2011 Literaturstipendium Kunststiftung NRW
- 2006 Literaturstipendium Kunststiftung NRW
- 2003, 2004 Amsterdam-Stipendium
- 1998 Lyrikpreis Meran
- 1998 Literaturstipendium des Landes NRW